# 뱌체슬라프 멘진스키

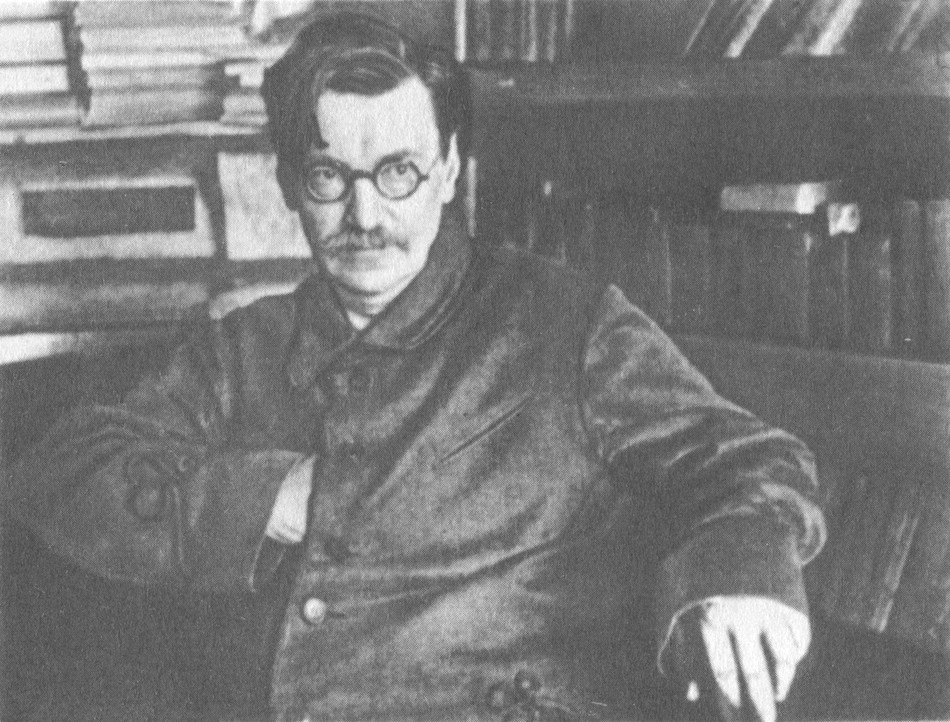
뱌체슬라프 멘진스키

뱌체슬라프 루돌포비치 멘진스키(러시아어: Вячесла́в Рудо́льфович Менжи́нский, 폴란드어: Wiaczesław Mężyński, 1874년 8월 19일 ~ 1934년 5월 10일)은 러시아 제국의 혁명가, 소련 공산당의 지도자이다. 또한 1926년부터 1934년까지 소련의 공안기관인 연방국가정치부(ОГПУ, OGPU)를 이끌었다. 그는 러시아어와 폴란드어는 물론, 한국어, 중국어, 튀르키예어, 페르시아어등 10개 언어를 구사할 수 있었다.

## 생애
멘진스키는 폴란드계의 러시아 귀족가문에서 태어났다. 1898년 그는 상트페테르부르크대학 법학부를 졸업하고, 1902년 소련 공산당의 전신인 러시아 사회민주노동당에 가입하였다. 1906년 멘진스키는 혁명활동으로 체포되었으나, 탈옥하여 벨기에와 스위스, 프랑스, 미국에서 망명하면서 혁명활동을 계속하였다.
1917년 2월 혁명이 일어나자 멘진스키는 여름에 러시아로 돌아왔다. 10월 혁명 이후 멘진스키는 재정부 장관에 임명되었다. 1919년부터 그는 체카 최고위원회의 위원이 되었으며, 5년 후에는 체카가 이름을 바꾼 국가정치부(ГПУ, GPU) 부부장이 되었다. 이 기관의 수장이었던 펠릭스 제르진스키가 사망한 1926년 7월, 그는 연방국가정치부 부장이 되었다.
멘진스키는 방첩활동과 해외공작에 수완을 발휘하여 해외에 있던 반소련 인사들을 소련으로 납치하거나 불러들여 처단하였다. 멘진스키는 당시 절대권력자로 떠오르고 있던 스탈린에게 충성을 다했고, 1930년과 1931년의 숙청을 지휘 감독했다. 그러나 대숙청의 분위기가 무르익던 때, 건강이 악화되어 만년을 거의 병상에서 보냈다. 멘진스키는 1934년 병사했다. 멘진스키의 후임자인 겐리흐 야고다는 숙청된후 1938년 자신의 재판에서 멘진스키를 자신이 독살했다고 자백했으나, 당시 재판에서 고문에 의한 진술이 많았음을 고려할 때 이의 신빙성은 확실하지 않다.